# Adolf Brock
Adolf Brock (* 24. August 1932 in Geseke, Westfalen; † 19. November 2023 in Fischerhude, Niedersachsen) war ein deutscher Gewerkschafter und Theoretiker der Arbeiterbildung.

## Biographie
Adolf Brock lernte von 1947 bis 1950 den Beruf des Stellmachers und übte anschließend bis 1964 verschiedene gewerbliche Tätigkeiten aus: Bauarbeiter, Schreiner, Kranführer, angelernter Elektriker, Hüttenarbeiter. Ab 1964 war er in verschiedenen Funktionen in der Arbeiter- und Volksbildung tätig. Er war unter anderem Lehrbeauftragter am Institut für Soziologie der Universität Hannover (von 1974 bis 1987) und ab 1986 Dozent an der Akademie für Arbeit und Politik an der Universität Bremen.

## Auszeichnungen
Am 10. Juli 2009 verlieh die Fakultät Erziehungswissenschaft, Psychologie und Bewegungswissenschaft der Universität Hamburg Adolf Brock die Ehrendoktorwürde für seine Verdienste um die Erwachsenenbildung und die gewerkschaftliche Bildungsarbeit.

## Schriften (Auswahl)
- Lehrlingslexikon (hgg. mit Lutz Dietze), Baden-Baden: Signal-Verlag, 1977, ISBN 3-7971-0166-X
- Arbeiterbildung. Soziologische Phantasie und exemplarisches Lernen in Theorie, Kritik und Praxis, Reinbek bei Hamburg: Rowohlt, 1978, ISBN 3-499-17250-X
- Die Interessenvertretung der Arbeitnehmer im Betrieb, Frankfurt am Main: Europäische Verlagsanstalt, 1976, ISBN 3-434-10036-9
- Die Würde des Menschen in der Arbeitswelt, Frankfurt am Main: Europäische Verlagsanstalt, 1975, ISBN 3-434-10077-6
- Bildung – Wissen – Praxis. Beiträge zur Arbeiterbildung als politische Bildung (als Hrsg.), Köln: Bund-Verlag, 1991, ISBN 3-7663-2199-4.